# Peter Creve
Peter Creve  est un footballeur international belge, né le 17 août 1961 à Ostende (Belgique).

## Biographie
Peter Creve commence à jouer au football au KSV Bredene, avant de rejoindre l'AS Ostende en 1978. Deux ans après, il est transféré au KSK Beveren où il gagne ses premiers grands trophées et se fait remarquer : il remporte avec son nouveau club la coupe de Belgique en 1983 puis le Championnat l'année suivante ; les sélectionneurs nationaux le convoquent une première fois en 1984 dans le groupe des Diables Rouges mais il ne joue pas alors de match international.
En 1986, il part au FC Bruges. C'est dans ce club qu'il parvient au sommet de sa carrière. 
Le 11 novembre 1987, il joue sa première rencontre internationale et inscrit le troisième but belge lors d'un match de qualification pour les Championnats d'Europe, Belgique-Luxembourg (3-0). Il joue ensuite deux autres matches avec l'équipe de Belgique en 1988. 
Avec les Blauw en Zwart, il remporte trois fois le Championnat de Belgique en 1988, 1990 et 1992. Il gagne également une deuxième Coupe de Belgique en 1991. Dans cette équipe, il a comme partenaires des joueurs prestigieux tels que Staelens, Van der Elst ou Ceulemans. Il joue 253 matches officiels et marque 12 buts en huit saisons sous le maillot brugeois.

## Palmarès
- International en 1987-1988 (4 sélections dont 3 capes et 1 but).
- Champion de Belgique en 1984, 1988, 1990 et 1992.
- Vainqueur de la Coupe de Belgique en 1983 et 1991.
- Vainqueur de la Supercoupe de Belgique en 1988, 1990, 1991 et 1992.